# Landeskreditbank Baden-Württemberg
Die Landeskreditbank Baden-Württemberg (vollständige Bezeichnung Landeskreditbank Baden-Württemberg, Förderungsanstalt) ist eine ehemalige Anstalt öffentlichen Rechts, die sich vollständig im Besitz des Landes Baden-Württemberg befand. Sitz der Bank war Karlsruhe; eine Niederlassung befand sich in Stuttgart. 

## Geschichte
1924 gründete Eugen Bolz, Innen- und Finanzminister des Landes Württemberg, die Württembergische Wohnungskreditanstalt. Ziel war die Linderung der Wohnungsnot, die nach dem Ersten Weltkrieg besonders groß war. 1932 wurde die Württembergische Wohnungskreditanstalt in Württembergische Landeskreditanstalt umbenannt. 1934 wurden die badischen Wohnungsfürsorgekassen zur Badischen Landeswohnungsfürsorgeanstalt zusammengefasst und 1935 in Badische Landeskreditanstalt für Wohnungsbau umbenannt.
1953 wurde das Aufgabengebiet der Badischen Landeskreditanstalt ausgeweitet: Weitere Schwerpunkte waren Wiederaufbau und Wohnraumbeschaffung. 
Mit Wirkung vom 1. Januar 1972 wurde durch Vereinigung der Badischen Landeskreditanstalt für Wohnungsbau in Karlsruhe und der Württembergischen Wohnungskreditanstalt in Stuttgart die Landeskreditbank Baden-Württemberg gegründet. Sie führt die traditionellen Förderprogramme in den Bereichen Wohnungsbau, Landwirtschaft und Infrastruktur fort. Der Landeskreditbank wurde 1973 als neue Aufgabe die Wirtschaftsförderung übertragen.
Im Rahmen der Neustrukturierung der drei großen öffentlichen Banken in Baden-Württemberg wurde die Bank zum 31. Dezember 1998 aufgelöst. Seit dem 1. Dezember 1998 firmiert der Förderteil der Bank unter dem Namen L-Bank (vollständige Bezeichnung: Landeskreditbank Baden-Württemberg – Förderbank –). Der Marktteil wurde zum selben Zeitpunkt mit der früheren Südwest LB und der Landesgirokasse Stuttgart zur Landesbank Baden-Württemberg vereinigt.
Langjähriger Vorstandsvorsitzender der Landeskreditbank Baden-Württemberg war Rolf Schoeck (1972–1992), ihm folgte Hans Dietmar Sauer (1992–1998).